# Martina Klumpp

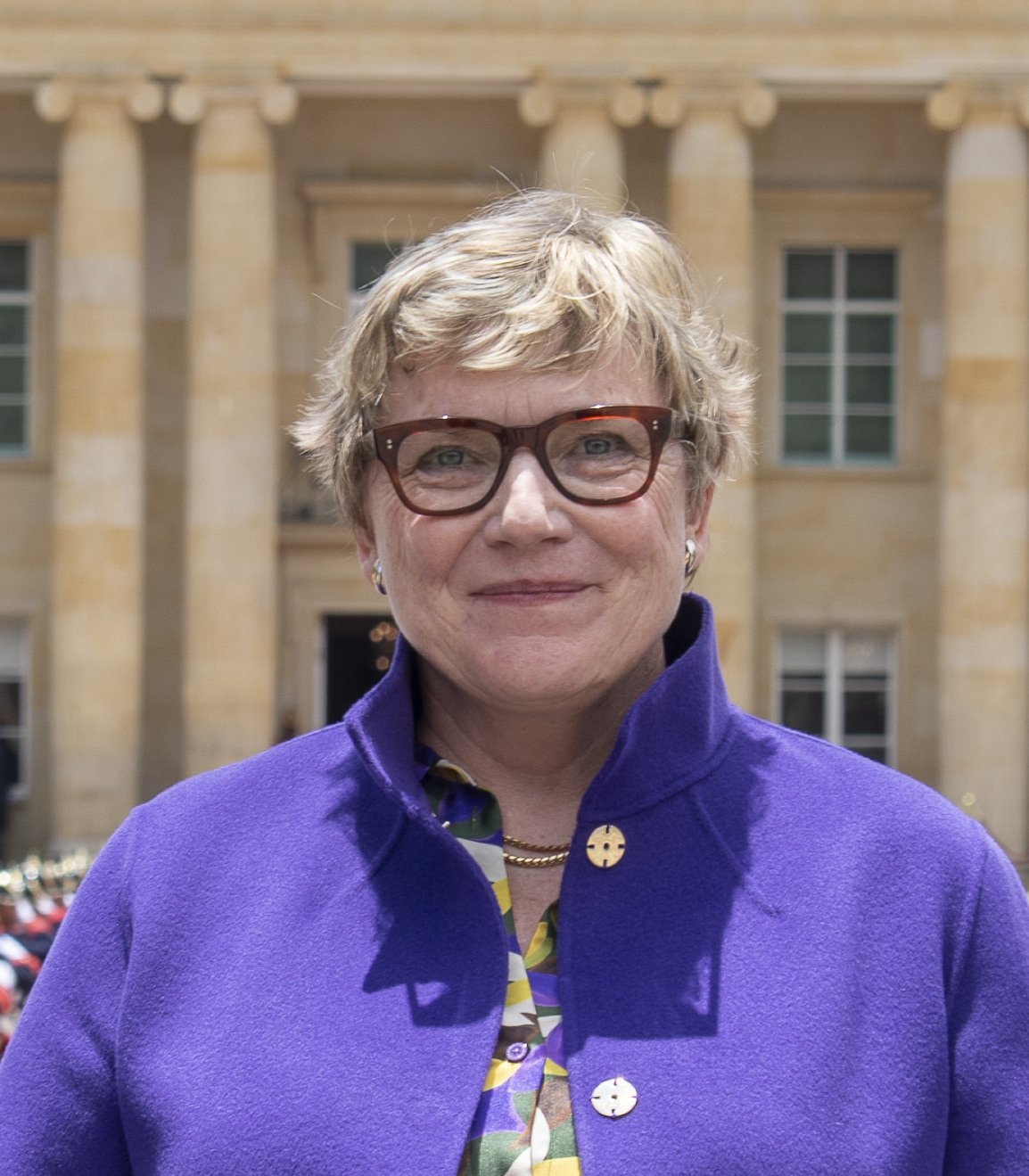
Klumpp, 2023

Martina Klumpp (* 1960) ist eine deutsche Diplomatin. Sie ist seit 2023 Botschafterin der Bundesrepublik Deutschland in Kolumbien. Zuvor war sie von 2020 bis 2023 Botschafterin der Bundesrepublik Deutschland in Panama.

## Laufbahn
Nach dem Abitur studierte Martina Klumpp Volkswirtschaftslehre und Lateinamerikanistik in Tübingen, San Diego und Nürnberg. 1989 trat sie in den Auswärtigen Dienst ein und absolvierte bis 1991 die Attachéausbildung. Erste Einsätze erfolgten im Büro der Staatsministerin im Auswärtigen Amt, Ursula Seiler-Albring (1991 bis 1992) und an der Botschaft Mexiko-Stadt (Mexiko; 1992 bis 1995). Die folgenden Jahre verbrachte Klumpp in Spanien, zunächst von 1995 bis 1997 als Austauschbeamtin im spanischen Außenministerium und von 1997 bis 1999 als Leiterin des Pressereferates der Botschaft Madrid.
Von 2004 bis 2009 war Klumpp erneut an der Botschaft in Mexiko tätig, als Leiterin des Referates Presse und Öffentlichkeitsarbeit. Die Jahre 2009 bis 2013 verbrachte sie im Auswärtigen Amt als Stellvertretende Leiterin des Referates Grundsatzfragen der Außenwirtschaftsförderung. Es folgte von 2013 bis 2016 der dritte Aufenthalt in an der Botschaft in Mexiko, diesmal als Leiterin der Abteilung Wirtschaft und Globale Fragen. 2016 kehrte Klumpp in das Auswärtige Amt zurück und war zunächst bis 2018 Koordinatorin für Internationale Personalpolitik und dann Leiterin des Referats Internationale Wirtschafts- und Finanzpolitik.
Im Sommer 2020 wurde Martina Klumpp zur deutschen Botschafterin in Panama ernannt und überreichte am 23. September 2020 ihr Beglaubigungsschreiben dem Präsidenten der Republik Panama, Laurentino Cortizo. 2023 wurde sie Botschafterin Deutschlands in Kolumbien.
Martina Klumpp ist verheiratet und hat 2 Kinder.